# Wyllow

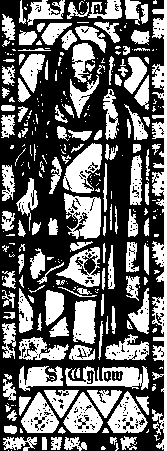
Hl. Wyllow

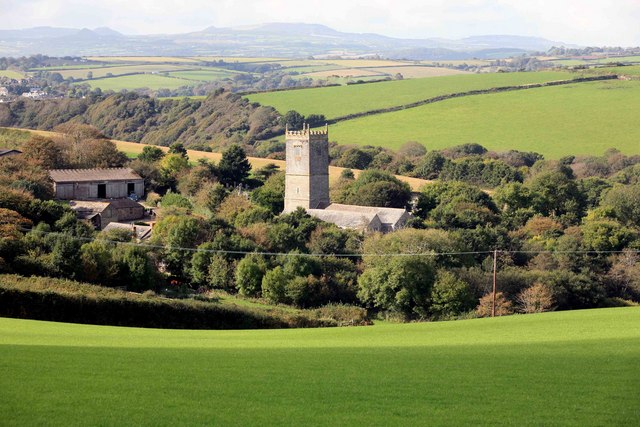
St Willow Church in Lanteglos-by-Fowey, Cornwall

Wyllow (auch Vylloc) ist ein Heiliger der anglikanischen Kirche; er wurde angeblich in Irland geboren, lebte und wirkte aber im 6. Jahrhundert als Einsiedler (hermit) in Cornwall im Südwesten Englands. Er gehört zur Gruppe der mittelalterlichen Cephalophoren („Kopfträger“). Sein Festtag ist der 3. Juni.

## Vita
Die bis dahin nur mündlich überlieferte und wohl mehrfach ausgeschmückte Lebensgeschichte Wyllows wurde im 15. Jahrhundert von William Worcester aufgeschrieben. Aus dem Leben Wyllows sind so gut wie keine Ereignisse bekannt. Sein Martyrium erlitt er durch Enthauptung im Pfarrbezirk von Lanteglos. Danach soll er jedoch aufgestanden sein und mit seinem Kopf in Händen noch eine halbe Meile bis zu einer Brücke oder Furt gelaufen sein, wo heute eine Kirche mit seinem Patrozinium steht.

## Darstellung
Mittelalterliche Darstellungen des Heiligen sind nicht bekannt; die wenigen neuzeitlichen Darstellungen zeigen ihn im Mönchsgewand.